# Союз джиу-джитсу Республики Сербской
Союз джиу-джитсу Республики Сербской (серб. Џију-џицу савез Републике Српске) — спортивная организация, управляющая клубами по джиу-джитсу в Республике Сербской и развитием спорта в стране. Член Европейского союза джиу-джитсу, Балканской федерации джиу-джитсу.

## История
Союз основан в 1998 году в Зворнике под названием «Союз по джиу-джитсу Республики Сербской». Основателями союза выступили три клуба из Зворника, Брчко и Добоя численностью около 100 человек — в основном полицейские Республики Сербской. В 2000 году штаб-квартира была перенесена в Брчко, а 24 июля 2002 года — в Баня-Луку (текущий адрес — улица Тина Уевича, дом 9).
Текущим президентом союза является Радислав Йовичич, заместителем президента — Влайко Спремо, секретарём — Наташа Прпич.

## Соревнования
Союз организует чемпионат Республики Сербской по джиу-джитсу, международный турнир джиу-джитсу по боевой системе «Видовдан». Также союз управляет сборной Республики Сербской: директором сборной является Светлан Благоевич, тренером — Милош Радич. Сборная участвует в ряде турниров: в 2002 и 2004 годах на турнире в Добови она заняла 2-е место в командном зачёте, на первом балканском первенстве в Афинах завоевала 16 медалей (2 золотые, 3 серебряные, 11 бронзовых), на международном турнире EJJ в мае 2010 года в Мариборе взяла 9 медалей (3 золотых, 1 серебряная, 5 бронзовых).

## Зарегистрированные клубы
- Шипово
- Единство (Добой)
- Минотаур (Баня-Лука)
- Самурай (Баня-Лука)
- Самурай (Градишка)[1]
- Полицаяц (Добой)
- Сенсей (Добой)[2]
- Ипон (Модрича)
- Шогун (Брчко)
- Требине
- Славия (Источно-Сараево)[3]
- Клуб боевых искусств «Зансхин» (Пале)